# 球磨村立高沢小学校
球磨村立高沢小学校（くまそんりつ たかざわしょうがっこう）は、かつて熊本県球磨郡球磨村神瀬丁にあった公立の小学校。
2004年（平成16年）3月末をもって閉校し、「球磨村立一勝地第一小学校」に統合された。

## 概要
歴史
1883年（明治16年）に「高音小学校（球磨村立神瀬小学校の前身）高沢分教場」として創立。2004年（平成16年）に閉校し、121年の歴史に幕を下ろした。
校章
中央に校名の「髙澤」の文字（縦書き）を配している。
校歌
1956年（昭和31年）に制定。作詞は高沢義松、作曲は田中義人による。歌詞は3番まであり、歌詞中に校名は登場しない。

## 沿革

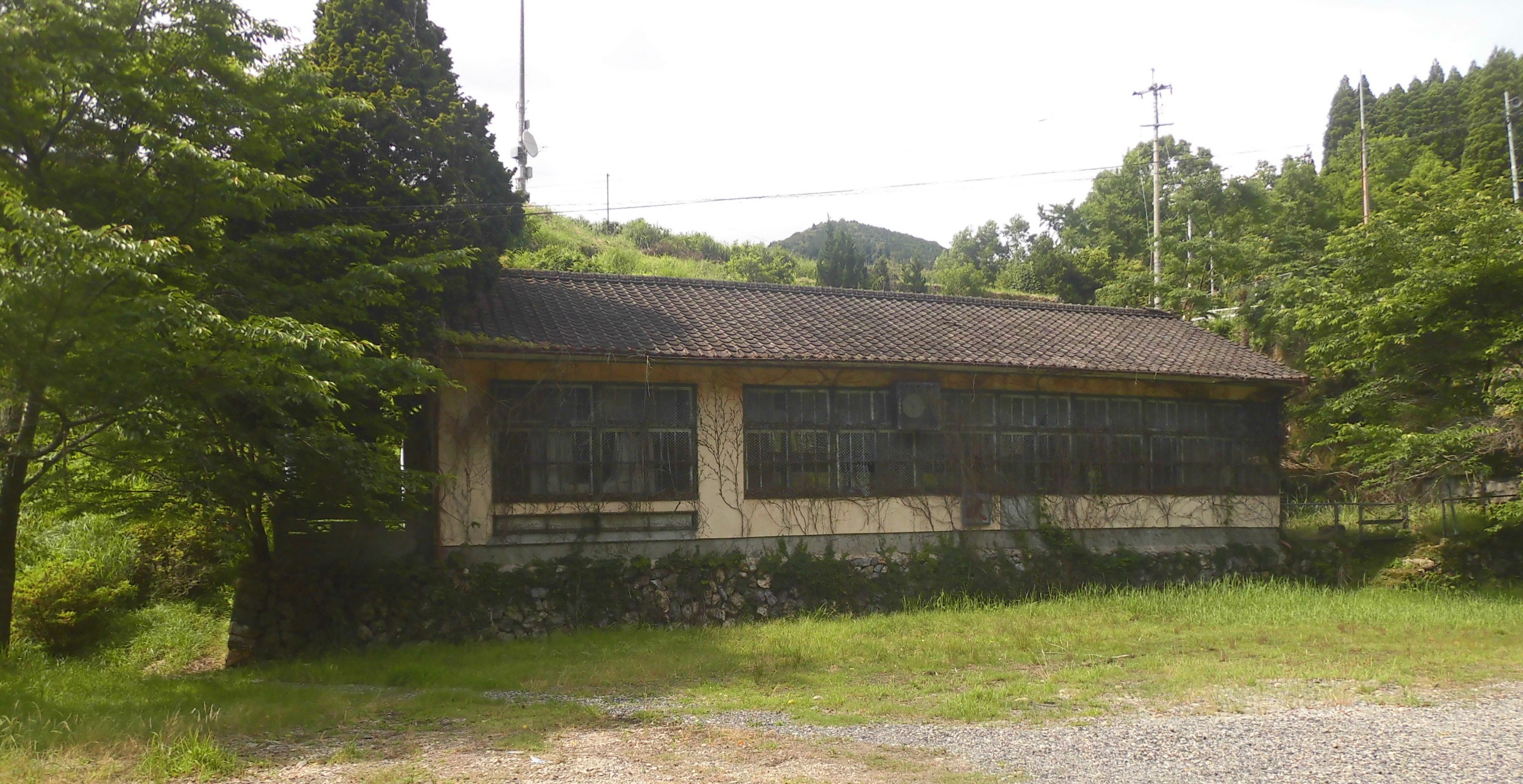
旧校舎
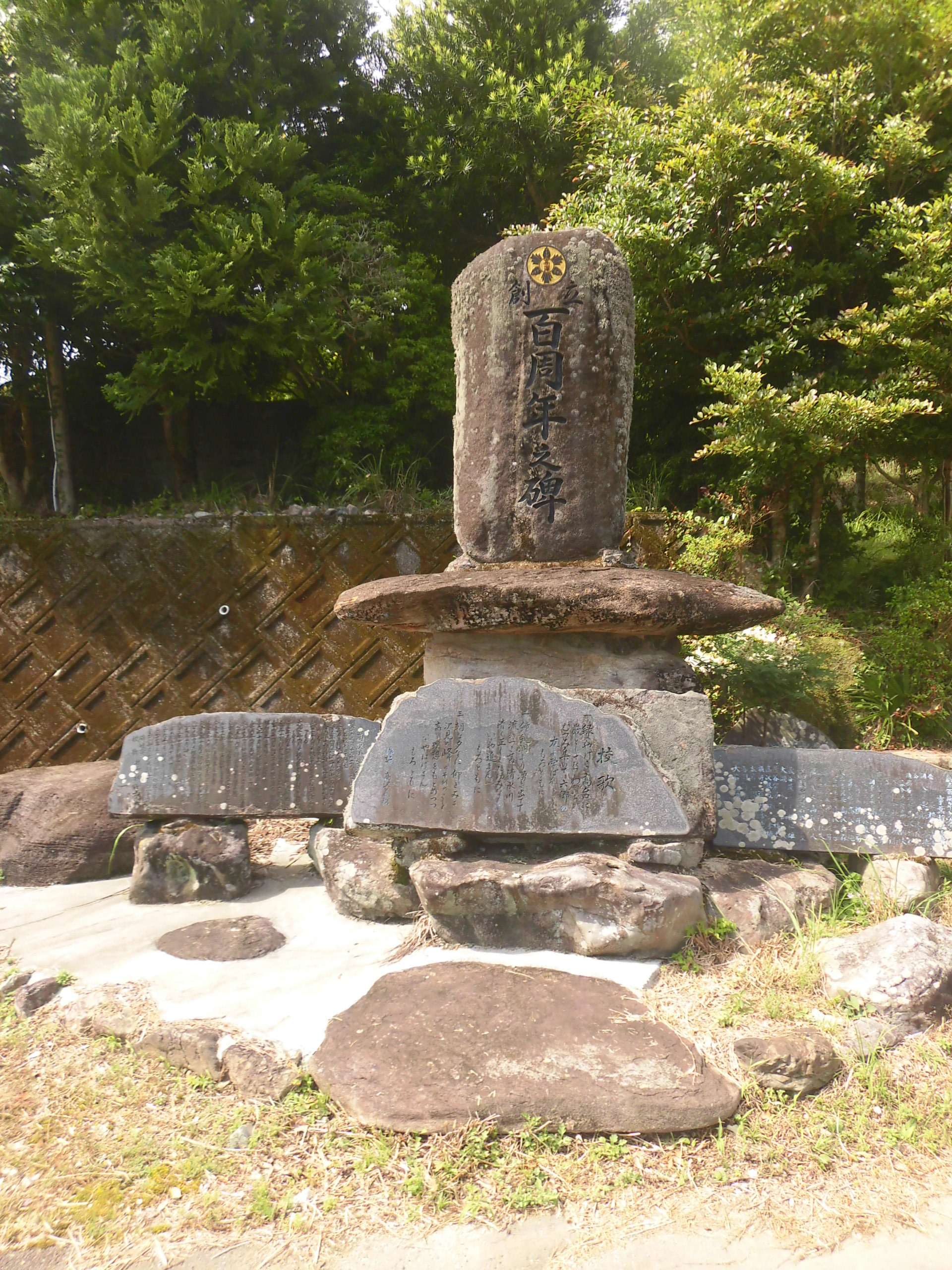
創立100周年記念碑
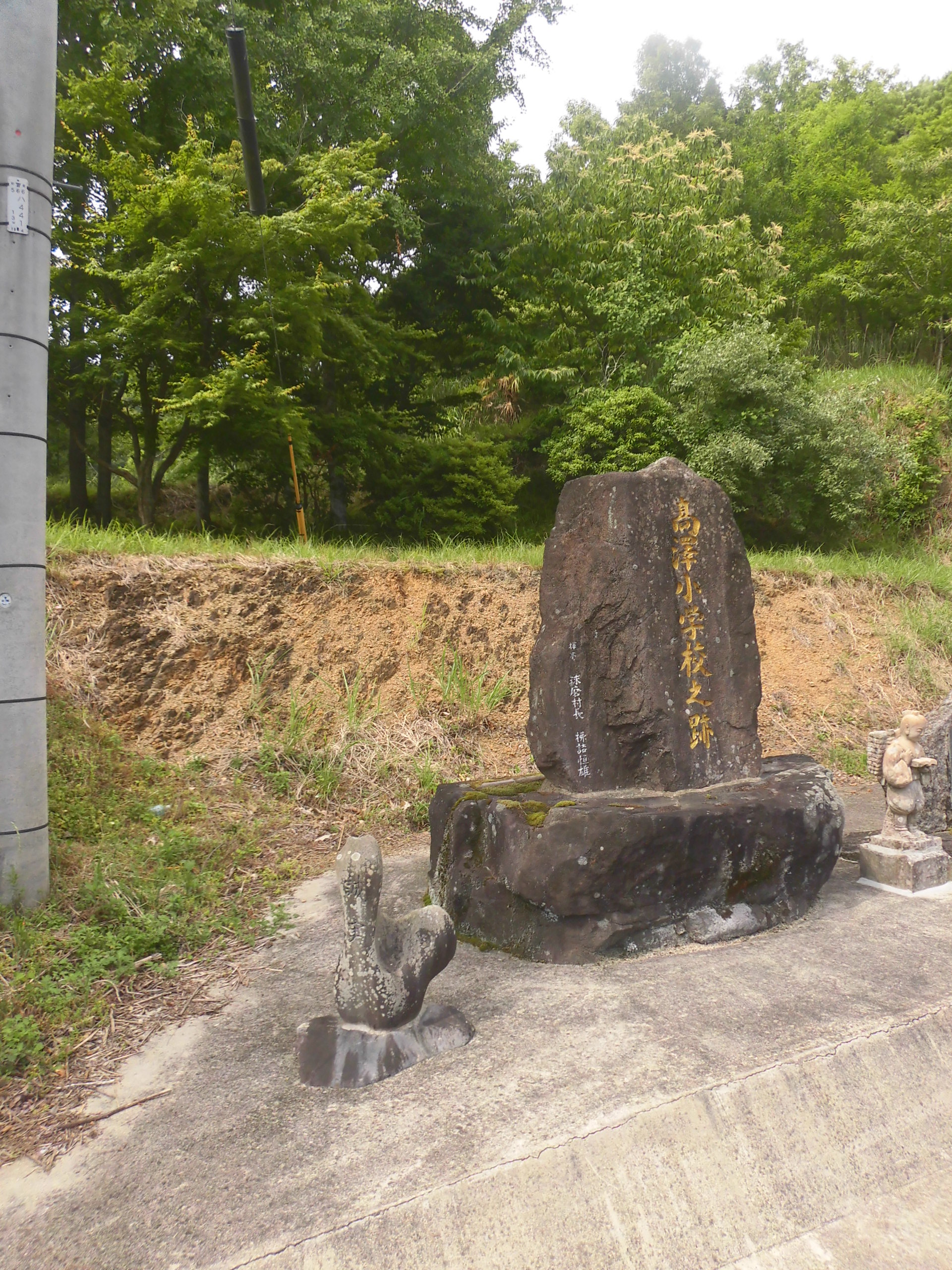
閉校記念碑

- 1883年（明治16年）1月 - 「高音小学校 高沢分教場」として創立。
- 1891年（明治24年）- 洪水のため校舎を流失。
- 1892年（明治25年）4月 - 高音尋常小学校から分離の上、「高沢尋常小学校」として独立。
- 1893年（明治26年）- 校舎を新築の上、移転を完了。
- 1913年（大正2年）4月 - 大槻分教場が高音尋常高等小学校から移管される。
- 1914年（大正3年）- 大雨によるがけ崩れで校舎が倒壊。
- 1915年（大正4年）- 校舎を新築の上、移転を完了。
- 1925年（大正14年）4月 - 高等科を併置の上、「高沢尋常高等小学校」に改称。
- 1934年（昭和9年）- 運動場を拡張。その工事の際に鍾乳洞が発見された[1]。
- 1941年（昭和16年）4月1日 - 国民学校令施行により、「神瀬村高沢国民学校」に改称。尋常科を初等科に改める。
- 1947年（昭和22年）- 学制改革が行われる（六・三制の実施）
  - 4月1日 - 国民学校初等科は、新制小学校「神瀬村立高沢小学校」に改組・改称。
  - 4月 - 国民学校高等科は青年学校普通科とともに、新制中学校「神瀬村立神瀬中学校 高沢分校」に改組・改称。小学校に併設。
- 1949年（昭和24年）3月31日 - 中学校高沢分校が閉校し、神瀬中学校本校に統合される。
- 1951年（昭和26年）4月1日 - 高沢分校が開校（再設置）。
- 1954年（昭和29年）4月1日 - 3村（渡・一勝地・神瀬）合併により、「球磨村」が発足。「球磨村立高沢小学校」（最終名）に改称。
- 1956年（昭和31年）- 校歌を制定。
- 1958年（昭和33年）- 給食室が完成。
- 1967年（昭和42年）4月1日 - 高沢分校が神瀬中学校から分離の上、「球磨村立高沢中学校」として独立。
- 1970年（昭和45年）- 大槻分校のプールが完成。
- 1971年（昭和46年）- プールが完成
- 1977年（昭和52年）3月31日 - 球磨村立球磨中学校への統合により、高沢中学校が閉校。
- 1981年（昭和56年）- 旧校地の隣接地に新校舎および体育館が完成し、移転を完了。跡地には「高沢託児所」が設置された。
- 1982年（昭和57年）3月31日 - 大槻分校が閉校。
  - 最終所在地（大槻分校） - 熊本県球磨郡球磨村神瀬丁906番地（北緯32度19分07.8秒 東経130度41分08.8秒 / 北緯32.318833度 東経130.685778度）
- 1983年（昭和58年）- 創立100周年記念式典を挙行。
- 2004年（平成16年）3月31日 - 球磨村立一勝地第一小学校への統合により閉校。
  - 最終所在地（高沢小学校） - 熊本県球磨郡球磨村神瀬丁548番地（北緯32度17分42.5秒 東経130度38分30.6秒 / 北緯32.295139度 東経130.641833度）
  - 現在鉄筋コンクリート造校校舎は解体され、体育館のみが残されている。

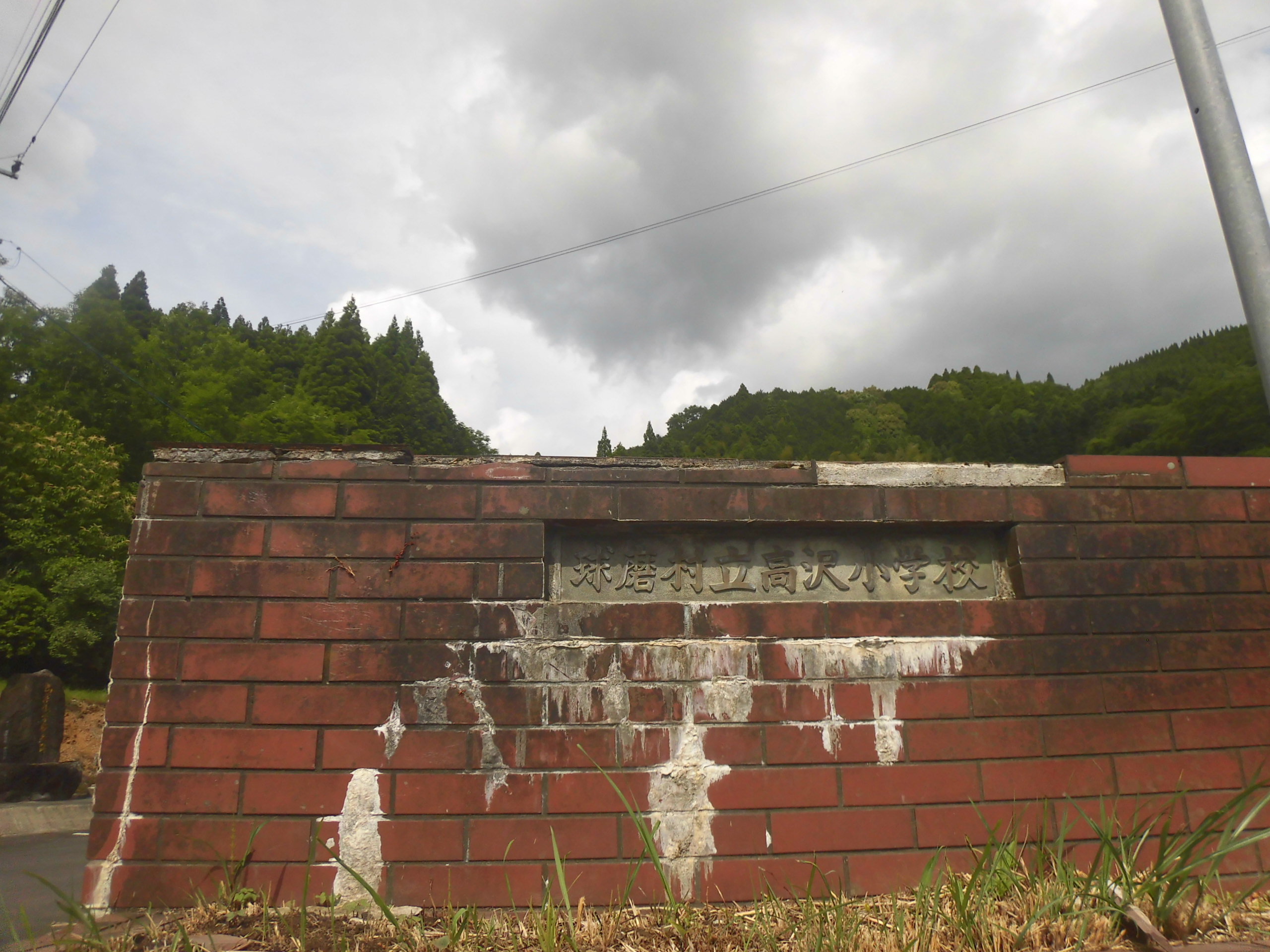
校門
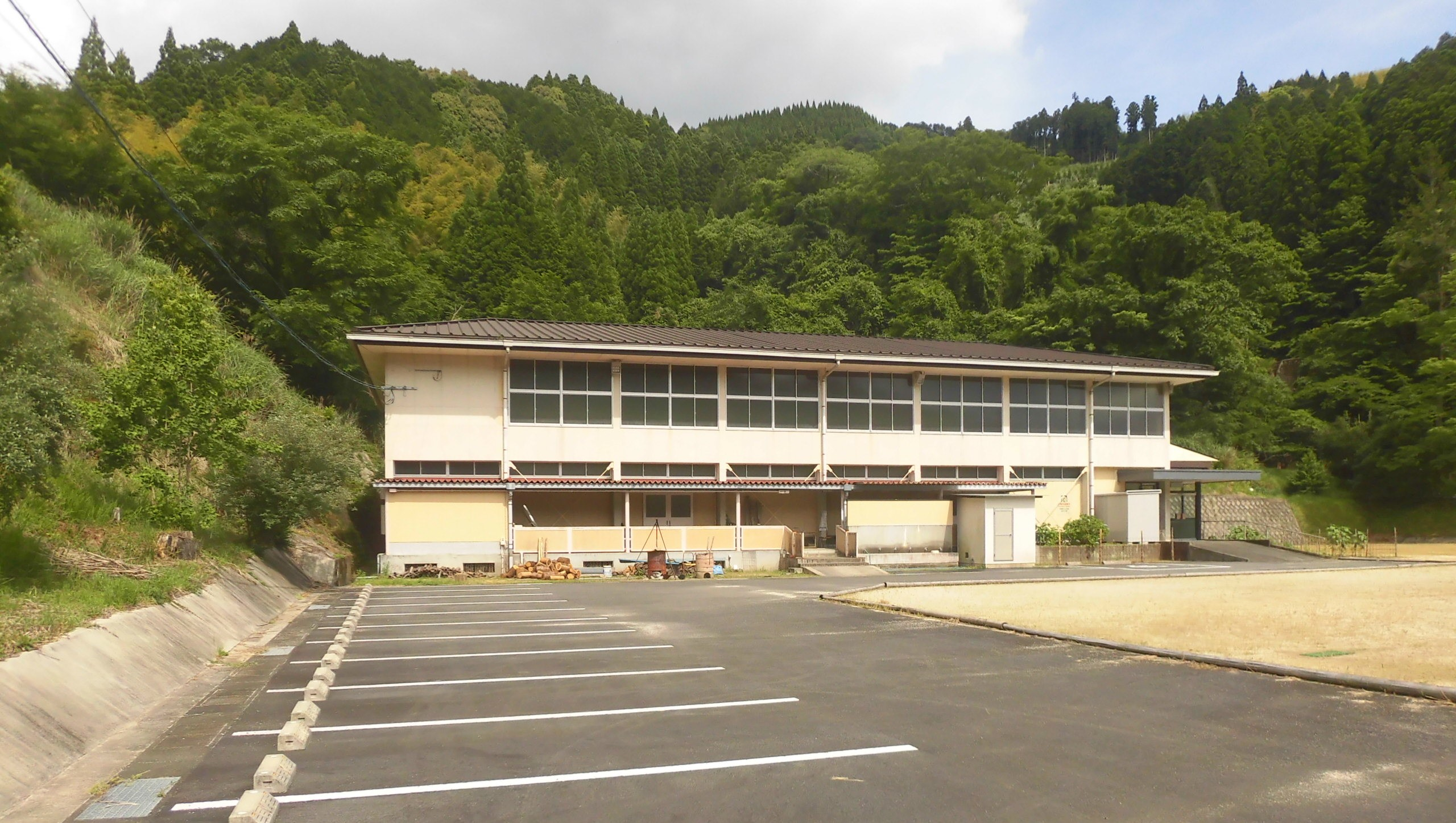
体育館
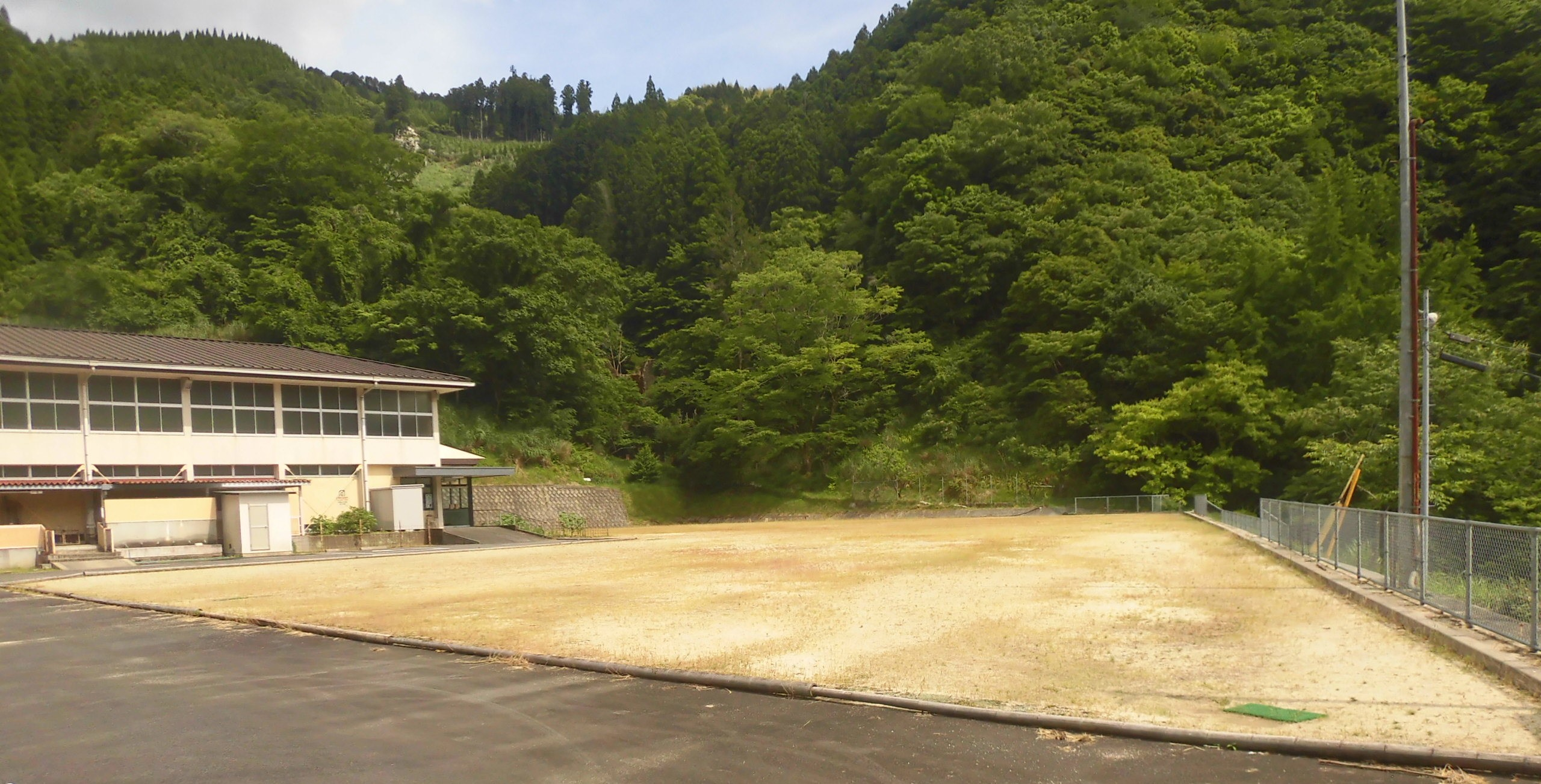
運動場

- 旧校舎
- 創立100周年記念碑
- 閉校記念碑

## 交通アクセス
最寄りの幹線道路
- 熊本県道263号高沢一勝地線

## 周辺
- くまむら棚田群 高沢棚田
- 高沢観音堂